# Cryptelytrops purpureomaculatus
Cryptelytrops purpureomaculatus este o specie de șerpi din genul Cryptelytrops, familia Viperidae, descrisă de Gray în anul 1832. A fost clasificată de IUCN ca specie cu risc scăzut. Conform Catalogue of Life specia Cryptelytrops purpureomaculatus nu are subspecii cunoscute.